# Bärenbach (Bad Kreuznach)
Bärenbach település Németországban, Rajna-vidék-Pfalz tartományban. Lakosainak száma 490 fő (2023. december 31.).

## Népesség
A település népességének változása:
| Lakosok száma | 450  | 508  | 497  | 488  | 483  | 490  |
|               | 1975 | 2017 | 2019 | 2021 | 2022 | 2023 |